# Fermentació backslopping

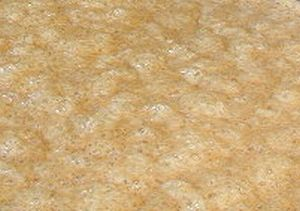
Fermentació en procés

El backslopping és un tipus de fermentació que consisteix en prendre part d'una fermentació acabada per inocular la següent. L'ús d'aquest inòcul permet acidificar ràpidament la nova fermentació protegint així el producte de microorganismes no desitjats, com serien els patògens, i afavorint els que són beneficiosos o d'interès.
Aquesta baixada del pH s'aconsegueix gràcies als microorganismes (bacteris i llevats) que es trobaven al primer lot.
Per tant, amb aquesta tècnica aconseguim les característiques necessàries per fermentar certs productes alimentaris de manera estable i segura. A més a més, això s'aconsegueix de manera ràpida gràcies a la reducció de la fase lag (fase de latència del creixement bacterià) dels microorganismes presents. Alhora, amb les fermentacions es pretén millorar la qualitat a partir d'aconseguir una millor textura, augmentar el valor nutricional o allargar la vida útil dels aliments amb els quals es treballa.

## Fonaments microbiològics
El backslopping es basa en la selecció natural de microorganismes a través de cicles successius de fermentació, on els organismes millor adaptats a les condicions específiques (com el pH, la temperatura i la disponibilitat de nutrients) tendeixen a predominar. Aquest procés permet estabilitzar comunitats microbianes que col·laboren en simbiosi, com ara els bacteris làctics i llevats, que aporten característiques desitjables als productes fermentats. Aquestes comunitats microbianes produeixen compostos metabòlics (àcid làctic, etanol, àcids grassos volàtils, CO₂, etc...) i altres metabòlits que inhibeixen patògens i contribueixen a la conservació dels aliments. A més, el procés selecciona microorganismes que interaccionen entre ells, establint equilibris que optimitzen la fermentació, sempre que es controlin els factors ambientals i es garanteixi la seguretat del procés.

### Producció de metabòlits primaris i secundaris
- Metabòlits primaris: Productes essencials per al creixement microbià com l’energia (ATP). Per exemple, els bacteris làctics converteixen la glucosa en àcid làctic via fermentació homolàctica o heterolàctica i els llevats transformen sucres en etanol i CO₂ en condicions anaeròbiques.
- Metabòlits secundaris: Compostos que no són essencials per a la supervivència, però que contribueixen al sabor, aroma i propietats antimicrobianes, sigui amb la producció de diacetil o altres compostos aromàtics.

## Interessos i aplicacions
La importància econòmica de la fermentació alimentària ha augmentat significativament des de 1970. Aquest augment inclou una àmplia varietat d'aliments fermentats: en la panificació amb massa mare la fermentació assegura un perfil àcid i una textura característica, en el quéfir i el kumis, els cultius de bacteris làctics reutilitzats conserven el sabor i proporcionen beneficis probiòtics. A les begudes fermentades com la kombutxa, un cultiu previ estabilitza la fermentació i en el cas de la conservació de verdures com el xucrut, permet mantenir l'acidesa i evita la proliferació de patògens.
Aquestes tècniques, a més de garantir la seguretat alimentària, permeten la creació de productes amb propietats beneficioses per a la salut, com ara compostos antimicrobians naturals que podrien substituir els conservants químics en altres aliments.

### Panificació: massa mare
La massa mare s'utilitza per obtenir pa amb aromes i textures millorades, gusts característics, lleugerament àcids, i amb una vida útil més llarga. La massa mare, també ens permet fermentar sense o amb poc llevat.

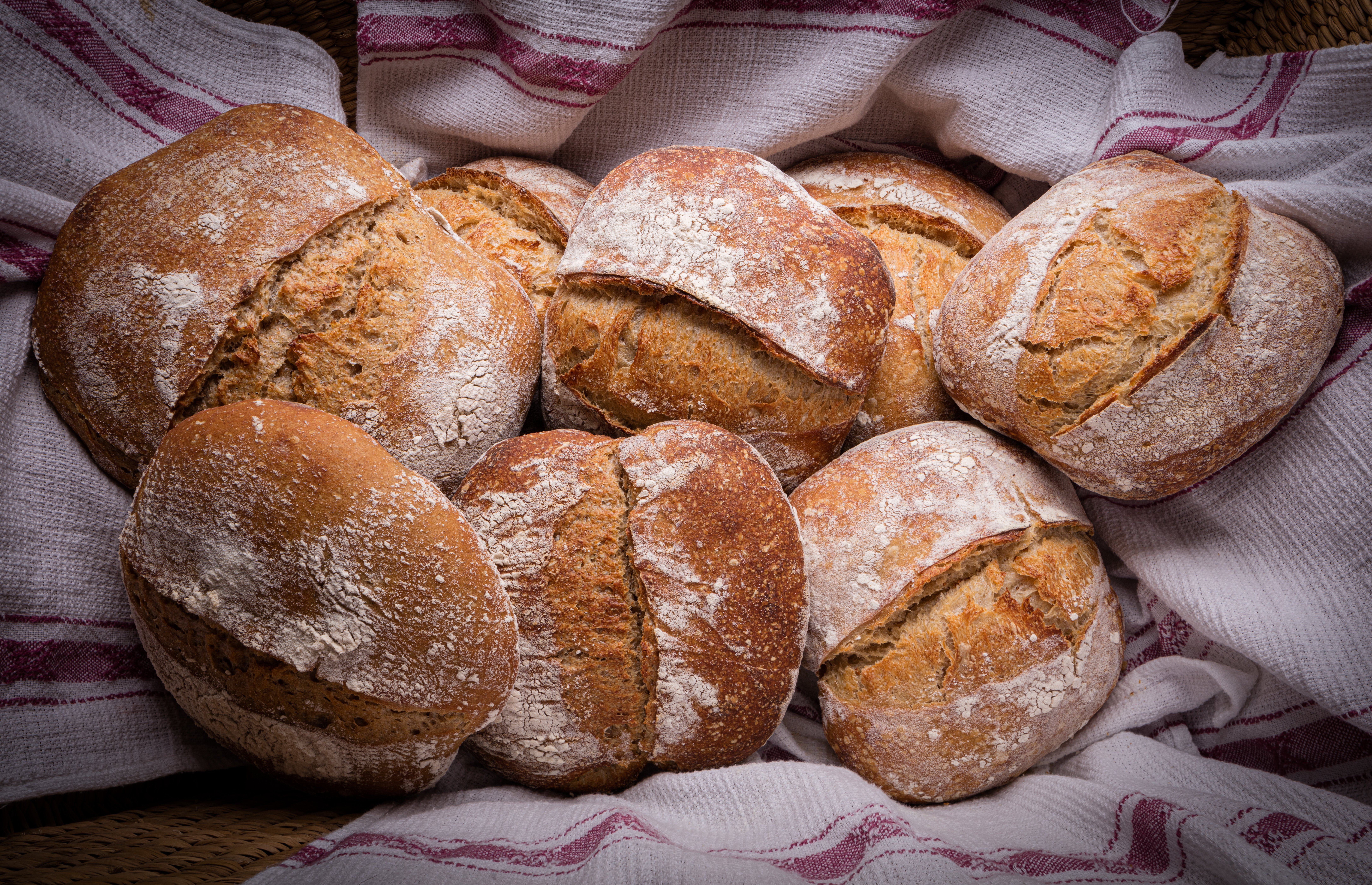
Pa de massa mare

Bàsicament, es tracta d’una barreja de farina i aigua amb llevats i bacteris àcid-làctics (BAL) que són els que inicien la fermentació làctica, generant àcid i aportant al pa les seves característiques particulars.
La tècnica de backslopping entra en aquest procés, quan es busca refrescar diàriament la massa mare a base d’agregar-hi farina i aigua. És a dir, es guarda una porció de la massa mare fermentada d’un dia per al següent. Aquesta porció (anomenada "esponja mare" o "massa mare madura"), es barreja de nou amb farina i aigua creant una nova massa que fermentarà.
Si es repeteix aquest cicle constantment, la comunitat de microorganismes es manté estable i activa, i això permet una fermentació constant.
Aquest mètode és especialment útil per la producció en forns o llars on interessi conservar la massa mare a llarg termini.
Tenim tres tipus de massa mare:
- Tipus I: de fermentació espontània on es deixa reposar la farina i l’aigua 1-2 dies.

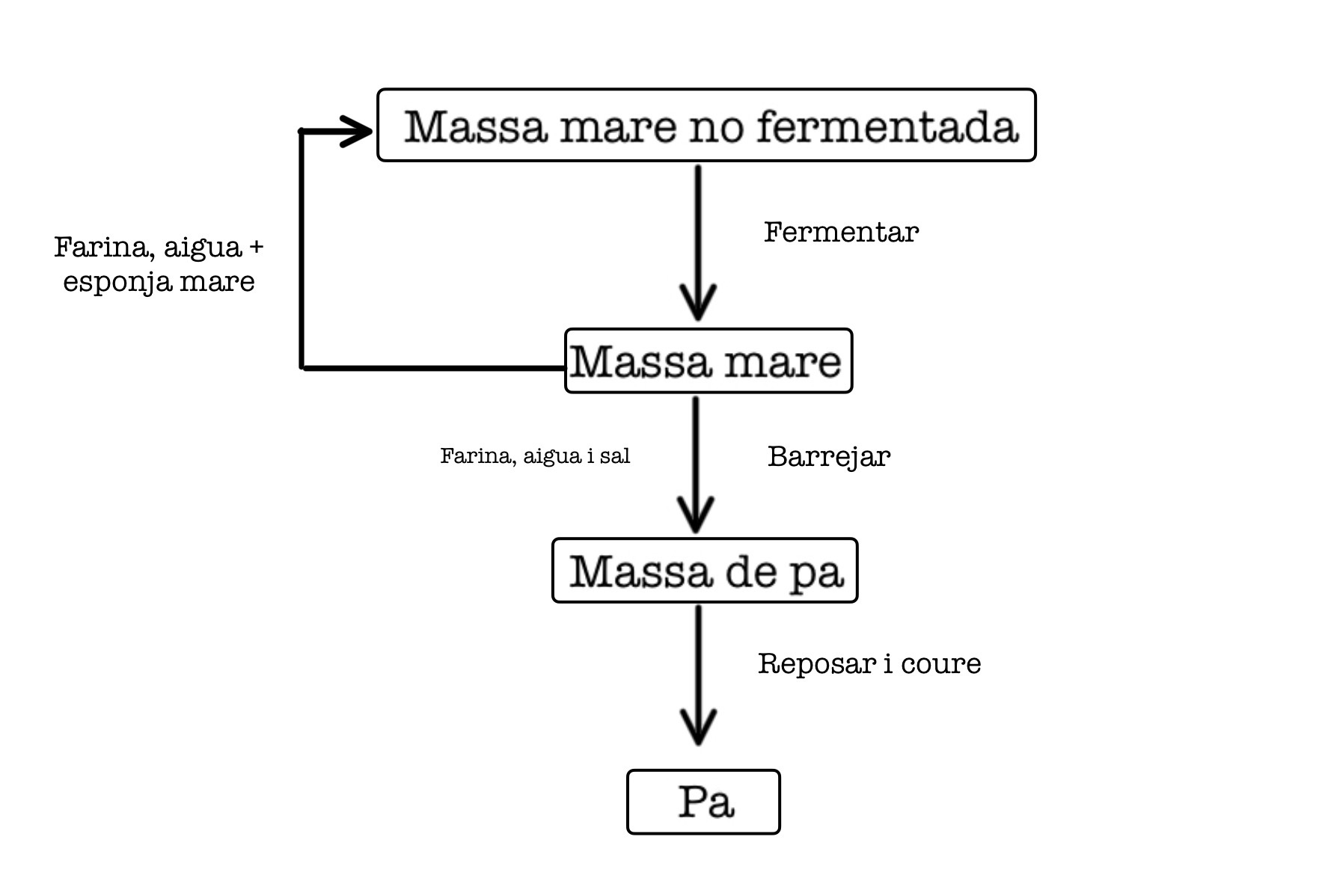
Producció de pa de massa mare de tipus II (per backslopping)

- Tipus II: de massa mare madura o esponja mare. Aquesta es fermenta per backslopping gràcies a refrescar la massa cada dia, conservant així un equilibri microbià.

- Tipus III: de cultiu definit. Habitualment usat per producció industrial on els cultius de microorganismes estan definits i seleccionats per aconseguir una fermentació controlada i estandarditzada.

Aquestes representen les masses mare tradicionals, però també n’hi ha de líquides amb una consistència diferent deguda a la proporció de farina i aigua que s'incorpora a la barreja.
Totes dues poden fermentar per backslopping, però la massa mare líquida requereix un reinici dels cicles més freqüent, ja que utilitza una major quantitat d’aigua i aquesta accelera l’activitat microbiana i el consum de nutrients. Això permet una fermentació constant i ràpida. En canvi, la massa mare tradicional utilitza menys aigua, fermenta més lentament, i cal reiniciar els cicles amb menys freqüència. El backslopping en aquest cas aporta una acidesa menys intensa i una textura més densa i estable.
Durant la producció del pa, hem de controlar diversos paràmetres com el pH, la quantitat d’esponja mare, la temperatura i el temps de fermentació, entre d'altres.
Aquesta tècnica permetrà influir directament al gust i l’acidesa del pa simplement ajustant la freqüència i quantitat que addicionem de farina i aigua cada vegada.

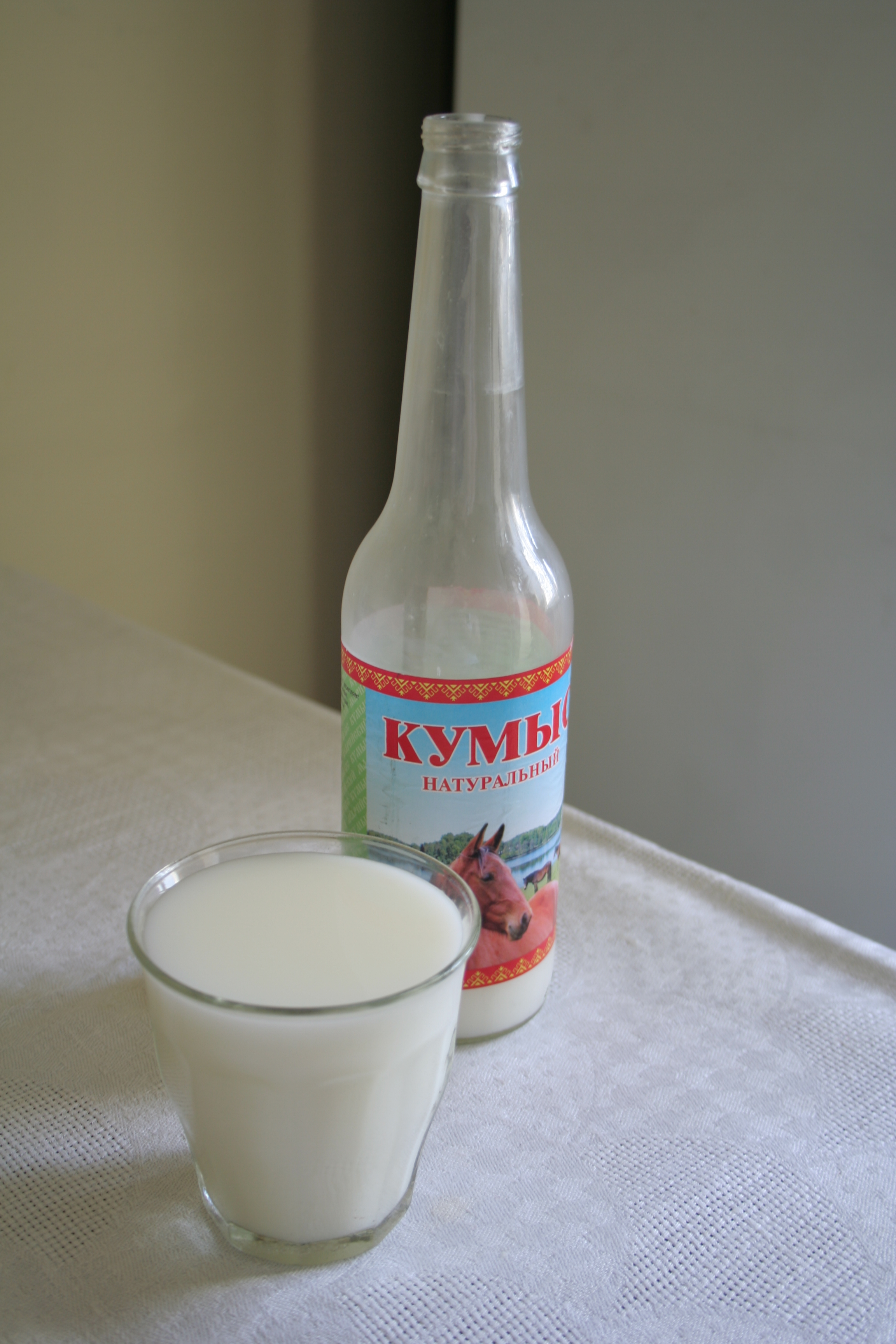
Kumis

### Productes làctics: Kumis
El backslopping és el mètode més tradicional i utilitzat per produir kumis perquè permet produir-lo de forma ràpida i amb els recursos mínims, sense necessitat d’afegir-hi soques bacterianes específiques o de controlar estrictament les condicions ambientals. El procés consisteix en inocular una nova quantitat de llet d'euga esterilitzada amb una petita porció de kumis ja fermentat, la qual cosa permet que els llevats i bacteris làctics del kumis original iniciïn la fermentació al nou lot. Aquesta barreja es deixa fermentar a temperatura ambient (al voltant de 23°C) durant unes hores fins que el producte assoleix l'acidesa desitjada. Durant la fermentació, el cultiu es remou manualment a intervals per assegurar que es distribueixin bé els microorganismes.
Si comparem el procediment de backslopping amb el mètode de fermentació en dues etapes, aquest últim és més complex i estructurat: comença amb una primera etapa en què es fermenta la llet amb bacteris làctics específics (com els Lactobacillus) i un bacteri acètic, a una temperatura més alta (42°C) per aconseguir un pH intermedi. Posteriorment, es dona una segona etapa on s'inocula el cultiu amb un llevat específic, Kluyveromyces lactis, i es manté a una temperatura més baixa (23°C) fins a assolir el pH final. Aquest procés, tot i que permet un major control sobre el sabor i les característiques del kumis, és menys comú atès a la seva complexitat. A la taula següent podem apreciar els dos models de producció.
| Producció de kumis | Producció de kumis |
| --- | --- |
| Backslopping | Fermentació en dues etapes |
| Afegir 10 mL de kumis a 100 mL de llet. Fermentar a 23°C durant 96 hores. Remenar cada 2,5 hores. El producte final arriba a pH 3,9 ± 0,1. | Primera Etapa: 1. Afegir 2% Lactobacillus i 3% Acetobacter a la llet. 2. Fermentar a 42°C durant 6 hores fins a arribar a un pH de 4,2 ± 0,1. Segona Etapa: 1. Afegir 3% Kluyveromyces lactis. 2. Fermentar a 23°C durant 72 hores, remenant cada 6 hores. 3. El producte final arriba a pH 3,9 ± 0,1. |

### Begudes fermentades: Kombutxa

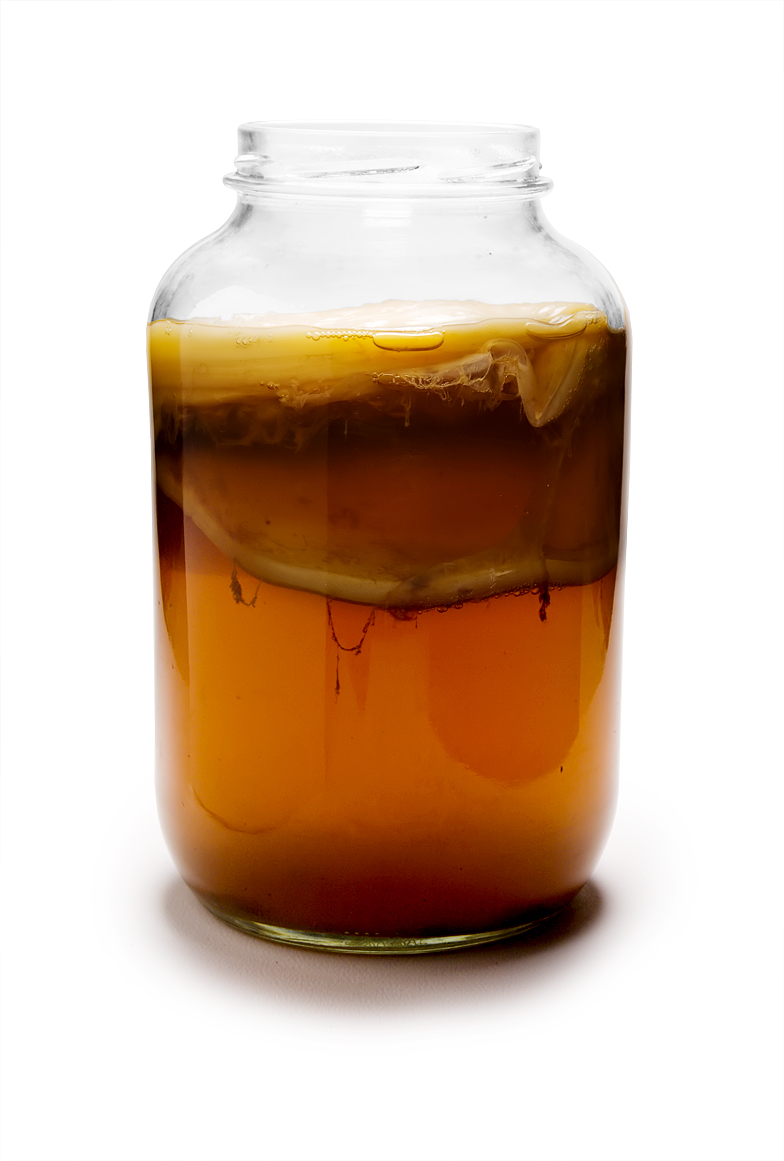
Kombutxa durant el procés de fermentació.

En el cas de la continua producció de kombutxa, tant casolana com industrial, el backslopping també és una tècnica àmpliament utilitzada. La kombutxa és fermentada per un consorci de bacteris i llevats simbiòtics anomenat SCOBY o fong mare, amb una comunitat microbiana molt diversa que es troba distribuida tant al brou líquid (te fermentat), com a la biopel·lícula cel·lulòsica flotant (SCOBY). Per aquest motiu, el nou lot de fermentació s'inocula afegint una part de l'SCOBY (normalment un 20%) juntament amb una porció del te anteriorment fermentat (sobre un 10%). Aquest inòcul o kombutxa mare s'afegeix a la fermentació després d'haver preparat la nova barreja de te amb sucre.
L'SCOBY es pot reutilitzar contínuament per dos motius principals: cada cultiu produeix una nova capa, que s'utilitza per iniciar les noves fermentacions, i les comunitats microbianes mostren força similitud, tant en els primers dies com en els periodes finals del procés, donant suport al principi de la fermentació per backslopping.
Hi ha múltiples avantatges derivats de la reutilització de porcions de fermentacions anteriors:
- Promou un ràpid inici de la fermentació gràcies a la presència d'una comunitat microbiana activa i establerta. D'aquesta manera, per tant, reduim el temps del procés.[14]
- Protegeix contra microorganismes indesitjables. En afegir te prèviament fermentat, disminueix el pH del brou i es redueix el risc de contaminació per microorganismes que provoquen deteriorament.[16]
- Assegura una població microbiana consistent, que preserva l'equilibri entre els bacteris àcid-acètic (BAA), de l'àcid làctic (BAL) i els llevats establerts en les condicions de fermentació prèvia.[14]
- Ajuda a mantenir el gust.

D'altra banda, abans d'inocular amb l'SCOBY de l'anterior fermentació, hem de comprovar algunes de les seves característiques físiques per assegurar un nou cultiu de qualitat. Idealment, la biopel·lícula ha de tenir un gruix d'entre 6 i 12 mil·límetres, ja que si és massa prima hi ha major risc de contaminació, però si és massa gruixuda dificulta l'entrada d'oxigen. A més, hauria de ser resistent a esquinçar-se quan s'aplica pressió entre el dit polze i l'índex, així confirmem que l'SCOBY està saludable.

### Altres aliments
A més dels mencionats, el backslopping és àmpliament utilitzat en les fermentacions de molts altres aliments no tant coneguts, com els mostrats a la taula.
| Aliment                               | Categoria            |
| ------------------------------------- | -------------------- |
| Xucrut                                | Vegetal              |
| Incwancwa                             | Beguda no alcohòlica |
| Kenkey                                | Cereal               |
| Formatge de cabra                     | Làctics              |
| Formatge suís                         | Làctics              |
| Formatge dur (Comté, Sbrinz, Parmesà) | Làctics              |
| Cervesa pito                          | Beguda alcohòlica    |
| Khisk                                 | Beguda làctia        |
| Salsitxó                              | Carn                 |
| Tempeh                                | Derivats de llegums  |
| Natto                                 | Derivats de llegums  |

## Avantatges
La fermentació espontània es va optimitzar mitjançant backslopping, una tècnica que permet que les soques millor adaptades predominin durant el procés. Va representar, inconscientment, una forma d’utilitzar un cultiu iniciador per reduir els riscos durant la fermentació, ja que la microbiota establerta (com els bacteris làctics) crea un entorn àcid que dificulta el creixement de patògens o microorganismes indesitjats.
Avui en dia, la fermentació backslopping és un mètode econòmic i fiable per la preservació de la biodiversitat microbiana característica de cada procés de fermentació. Com s'ha mencionat als anteriors apartats, el backslopping s'utilitza en la producció de xucrut i massa mare en que no es compren completament el paper concret de les successives poblacions microbianes, però d'aquesta manera s'aconsegueix la formació d'una comunitat estable al cap d'uns cicles de fermentació.
Tot i que no és un mètode caracteritzat microbiològicament, provoca una acceleració en la fermentació ajudant a reduir els temps de treball, ja que s'inicia el procés amb una major càrrega microbiana. A més, a diferència de la fermentació espontània, amb el backslopping el procés no depèn dels bacteris presents a l’ambient, pel que la fermentació és més previsible.

## Inconvenients
D’altra banda, i com tots els processos, la fermentació backslopping també presenta certs inconvenients. 
Com que l'envelliment d'un cultiu microbià és cíclic, grans quantitats de cèl·lules (viables i no viables) s'acumularan, i serà el temps que determinarà la viabilitat final d’aquestes cèl·lules, ja que la població estarà exposada als seus propis metabòlits tòxics amb el pas del temps. Això, a la llarga, implica variacions en la comunitat microbiana que pot afectar les propietats organolèptiques del producte. 
A més, a nivell industrial el backslopping no és utilitzat. Aquesta tècnica no permet una estandarització i un control del procés, pel que podria ser problemàtic per cumplir amb normatives de seguretat i no permetria obtenir el mateix producte al llarg dels llots (característica buscada pels clients). Per tant, la indústria alimentària opta per inòculs definits en comptes de backslopping, ja que aporten major predictibilitat.   

## Diferència entre backslopping i altres fermentacions
Els 3 mètodes per iniciar una fermentació són el backslopping, la fermentació espontània, en que no s'afegeix cap inòcul, i els cultius iniciadors o comercials, en que s'afegeix com a inòcul una població microbiana concreta i caracteritzada, que s'ha demostrat que aporta certs beneficis al procés.
La fermentació backslopping no només preserva la diversitat microbiana natural, sinó que també permet obtenir propietats organolèptiques més riques. Si més no, la fermentació espontània depèn completament dels microorganismes presents a l'ambient, als ingredients o als estris utilitzats. A més a més, tot i generar productes amb sabors autèntics i diversos, aquest mètode implica una gran variabilitat en els resultats i un risc elevat de contaminació, cosa que pot fer-lo menys útil a nivell de producció.
Els cultius comercials, basats la utilització de soques microbianes controlades, ofereixen un procés altament controlat i predictible, una consistència en la qualitat i una producció eficient, en contraposició amb la complexitat i diversitat que caracteritzen els mètodes tradicionals. Aquestes característiques fa que els cultius comercials siguin especialment útils per a aplicacions industrials, on l’objectiu principal és garantir l’uniformitat del producte i reproductibilitat del procés.
A la següent taula, es comparen els 3 mètodes fermentatius avaluant la seva influència en diferents aspectes del procés.
| Mètode                 | Diversitat microbiana | Control del procés | Risc de contaminació | Complexitat de sabors |
| ---------------------- | --------------------- | ------------------ | -------------------- | --------------------- |
| Backslopping           | Alta                  | Moderat            | Moderat              | Alta                  |
| Fermentació espontània | Molt alta             | Alt                | Alt                  | Alta                  |
| Cultius comercials     | Baixa                 | Baix               | Baix                 | Baixa                 |

## Història
La tècnica del backslopping té milers d'anys d'antiguitat, amb una de les primeres evidències documentades a l'antic Egipte. Els jeroglífics egipcis de tan antic com el 3000 aC mostren escenes d’elaboració de pa amb massa fermentada. Amb el temps, la pràctica es va estendre a altres cultures mediterrànies i europees, regions en les quals la tècnica de reutilitzar una porció de massa fermentada va esdevenir aplicable en la producció de begudes com la cervesa i el vi. Aquests processos de fermentació eren fonamentals, no només en termes organolèptics dels aliments, sinó també per a la seva seguretat i durabilitat en èpoques sense refrigeració.
Durant l’edat mitjana i el període renaixentista, el backslopping ja estava arrelat en les pràctiques alimentàries de moltes cultures. A Europa, per exemple, la tradició de la massa mare es va convertir en una tècnica comuna entre forners. Aquests havien de mantenir els seus propis cultius de llevats i bacteris làctics, que es transmetien de generació en generació, donant lloc a que es comences a valorar també la identitat local que conferien aquestes masses, ja que cadascuna desenvolupava una microbiota única, que depenia de les condicions ambientals i la cura de cada família fornera.
Durant el segle XIX, amb l’aparició del llevat comercial, com  que oferia una fermentació més ràpida i previsible, el backslopping es va fer menys comú. Tanmateix, a finals del segle XX i principis del XXI, amb el moviment de recerca d’aliments artesanals i de productes més naturals i sans, el backslopping ha recuperat popularitat. Els estudis moderns han posat en valor els beneficis dels bacteris làctics i d'altres microorganismes presents en les fermentacions tradicionals, que poden contribuir a la salut gràcies a la diversitat en la microbiota intestinal. Aquesta pràctica tradicional permet preservar i transmetre un patrimoni culinari que connecta generacions, recolzant una tècnica sostenible i arrelada a la història de la nostra alimentació.

## Backslopping Revifant: Iniciatives Actuals a Catalunya
La fleca de pa Origo vol recuperar varietats de blat antigues i oblidades que havien estat tradicionals a Catalunya. Preveient que el confinament obligat per la COVID-19 faria que la gent s'introduís al món culinari, la fleca va començar a regalar massa mare als clients, apropant-nos, així, al backslopping.
La pandèmia també va donar lloc a Microorganismes.org, un projecte d'Àlex Todó, dedicat a divulgar la fermentació com a tècnica ancestral utilitzada per conservar, enriquir i millorar els aliments. Amb la creació de Sants Ferments el 2023, ha aconseguit posar a l'abast informació sobre fermentació, enfocat, sobretot, en la creació de xucrut, kimchi i altres fermentats de vegetals.
Aquests projectes a Catalunya no només recuperen tècniques de fermentació que han estat part de la tradició alimentària de la regió, sinó que també exploren noves aplicacions i mantenen viva la passió per aquestes pràctiques ancestrals.

## Aplicacions futures
El backslopping és una tècnica àmpliament utilitzada a la indústria alimentària. Tot i així, els avantatges que comporta el seu ús, obren possibilitats per la seva aplicació en altres sectors com la indústria farmacèutica, el medi ambient o la producció de bioenergia.

### Indústria farmacèutica
En aquest cas, el backslopping podria ser usat per optimitzar la fermentació i l'estabilitat de microorganismes a l'hora de produir probiòtics, antibiòtics o vacunes. Bàsicament, estabilitzant comunitats microbianes específiques, s'asseguren característiques desitjades i la reproductibilitat en cultius, essencial per aplicacions terapèutiques. Tot i així, a nivell industrial, se solen utilitzar tècniques més controlades i en cas d'usar el backslopping es requeriria un control rigorós per evitar riscos i garantir la seguretat dels productes.

### Medi ambient
El backslopping es podria utilitzar en processos de remediació i permetria optimitzar el procés en mantenir comunitats adaptades a degradar contaminants específics.
Pel que fa a la producció de bioenergia, principalment de biogàs, el backslopping permet també incrementar l'eficiència del procés. Mitjançant la inoculació de material orgànic amb biogàs prèviament fermentat, l'activitat microbiana millorarà, augmentarà i així mateix ho farà la producció del biogàs. No només s'optimitzaria la conversió de matèria orgànica en energia, també ho faria en el tractament de residus orgànics.